# José Mazuelos Pérez
José Mazuelos Pérez (ur. 9 października 1960 w Osunie) – hiszpański duchowny katolicki, biskup Wysp Kanaryjskich od 2020.

## Życiorys

### Prezbiterat
Święcenia kapłańskie otrzymał 17 marca 1990 i został inkardynowany do archidiecezji Sewilli. Pracował jako duszpasterz parafialny, był także m.in. wicedyrektorem i dyrektorem kapelanów pracujących przy uniwersytecie w Sewilli, wykładowcą w centrum teologicznym w tymże mieście oraz delegatem arcybiskupim ds. duszpasterstwa akademickiego.

### Episkopat
19 marca 2009 papież Benedykt XVI mianował go biskupem ordynariuszem diecezji Jerez de la Frontera. Sakry biskupiej udzielił mu ówczesny ordynariusz Sewilli - kard. Carlos Amigo Vallejo.
6 lipca 2020 papież Franciszek mianował go biskupem ordynariuszem Wysp Kanaryjskich. Ingres odbył się 2 października 2020.